# Municipio de Iowa (condado de Dubuque)
El municipio de Iowa (en inglés: Iowa Township) es un municipio ubicado en el condado de Dubuque en el estado estadounidense de Iowa. En el año 2010 tenía una población de 505 habitantes y una densidad poblacional de 5,38 personas por km².

## Geografía
El municipio de Iowa se encuentra ubicado en las coordenadas 42°30′53″N 90°57′24″O / 42.51472, -90.95667. Según la Oficina del Censo de los Estados Unidos, el municipio tiene una superficie total de 93.92 km², de la cual 93,92 km² corresponden a tierra firme y (0 %) 0 km² es agua.

## Demografía
Según el censo de 2010, había 505 personas residiendo en el municipio de Iowa. La densidad de población era de 5,38 hab./km². De los 505 habitantes, el municipio de Iowa estaba compuesto por el 99,8 % blancos y el 0,2 % eran de una mezcla de razas. Del total de la población el 0,79 % eran hispanos o latinos de cualquier raza.